# Belgiske Provinsielle Ligaer
Belgiske Provinsielle Ligaer er navnet på de lavere fodboldrækker i Belgien som består af i alt 4 divisions niveauer.
| Fodbold | Spire Denne artikel om en fodboldturnering er en spire som bør udbygges. Du er velkommen til at hjælpe Wikipedia ved at udvide den. |